# روهتاك
روهتاك رمزها «RO» (بالإنجليزية: Rohtak)‏ ، هو تقسيم إداري لدولة الهند تتبع ولاية هاريانا (بالإنجليزية: Haryana)‏ ، مركزها هو مدينة روهتاك (بالإنجليزية: Rohtak)‏ عدد سكانها حسب تعداد سنة 2001 هو 940,036 ، مساحتها 1,668 كم² وكثافة السكان 564 لكل كم² .

## المناخ
يظهر الجدول التالي التغييرات المناخية على مدار السنة لروهتاك:
| البيانات المناخية لـروهتاك         | البيانات المناخية لـروهتاك | البيانات المناخية لـروهتاك | البيانات المناخية لـروهتاك | البيانات المناخية لـروهتاك | البيانات المناخية لـروهتاك | البيانات المناخية لـروهتاك | البيانات المناخية لـروهتاك | البيانات المناخية لـروهتاك | البيانات المناخية لـروهتاك | البيانات المناخية لـروهتاك | البيانات المناخية لـروهتاك | البيانات المناخية لـروهتاك | البيانات المناخية لـروهتاك |
| الشهر                              | يناير                      | فبراير                     | مارس                       | أبريل                      | مايو                       | يونيو                      | يوليو                      | أغسطس                      | سبتمبر                     | أكتوبر                     | نوفمبر                     | ديسمبر                     | المعدل السنوي              |
| ---------------------------------- | -------------------------- | -------------------------- | -------------------------- | -------------------------- | -------------------------- | -------------------------- | -------------------------- | -------------------------- | -------------------------- | -------------------------- | -------------------------- | -------------------------- | -------------------------- |
| الدرجة القصوى °م (°ف)              | 30.0 (86.0)                | 34.1 (93.4)                | 40.6 (105.1)               | 45.6 (114.1)               | 47.2 (117.0)               | 46.7 (116.1)               | 45.0 (113.0)               | 42.0 (107.6)               | 40.6 (105.1)               | 39.4 (102.9)               | 36.1 (97.0)                | 29.3 (84.7)                | 47.2 (117.0)               |
| متوسط درجة الحرارة الكبرى °م (°ف)  | 21.0 (69.8)                | 23.5 (74.3)                | 29.2 (84.6)                | 36.4 (97.5)                | 39.2 (102.6)               | 38.8 (101.8)               | 34.7 (94.5)                | 33.6 (92.5)                | 34.2 (93.6)                | 33.0 (91.4)                | 28.3 (82.9)                | 22.9 (73.2)                | 31.2 (88.2)                |
| المتوسط اليومي °م (°ف)             | 14.3 (57.7)                | 16.8 (62.2)                | 22.3 (72.1)                | 28.8 (83.8)                | 32.5 (90.5)                | 33.4 (92.1)                | 30.8 (87.4)                | 30.0 (86.0)                | 29.5 (85.1)                | 26.3 (79.3)                | 20.8 (69.4)                | 15.7 (60.3)                | 25.1 (77.2)                |
| متوسط درجة الحرارة الصغرى °م (°ف)  | 7.6 (45.7)                 | 10.1 (50.2)                | 15.3 (59.5)                | 21.6 (70.9)                | 25.9 (78.6)                | 27.8 (82.0)                | 26.8 (80.2)                | 26.3 (79.3)                | 24.7 (76.5)                | 19.6 (67.3)                | 13.2 (55.8)                | 8.5 (47.3)                 | 19.0 (66.2)                |
| أدنى درجة حرارة °م (°ف)            | −0.6 (30.9)                | 1.6 (34.9)                 | 4.4 (39.9)                 | 10.7 (51.3)                | 15.2 (59.4)                | 18.9 (66.0)                | 20.3 (68.5)                | 20.7 (69.3)                | 17.3 (63.1)                | 9.4 (48.9)                 | 3.9 (39.0)                 | 1.1 (34.0)                 | −0.6 (30.9)                |
| الهطول مم (إنش)                    | 19 (0.7)                   | 20 (0.8)                   | 15 (0.6)                   | 21 (0.8)                   | 25 (1.0)                   | 70 (2.8)                   | 237 (9.3)                  | 235 (9.3)                  | 113 (4.4)                  | 17 (0.7)                   | 9 (0.4)                    | 9 (0.4)                    | 790 (31.2)                 |
| متوسط أيام هطول الأمطار (≥ 1.0 mm) | 1.7                        | 2.5                        | 2.5                        | 2.0                        | 2.8                        | 5.5                        | 13.0                       | 12.1                       | 5.7                        | 1.7                        | 0.6                        | 1.6                        | 51.7                       |
| متوسط الرطوبة النسبية (%)          | 63                         | 55                         | 47                         | 34                         | 33                         | 46                         | 70                         | 73                         | 62                         | 52                         | 55                         | 62                         | 54                         |
| ساعات سطوع الشمس الشهرية           | 214.6                      | 216.1                      | 239.1                      | 261.0                      | 263.1                      | 196.5                      | 165.9                      | 177.0                      | 219.0                      | 269.3                      | 247.2                      | 215.8                      | 2٬684٫6                    |
| المصدر #1: NOAA                    |                            |                            |                            |                            |                            |                            |                            |                            |                            |                            |                            |                            |                            |
| المصدر #2: دائرة الأرصاد الجوية    |                            |                            |                            |                            |                            |                            |                            |                            |                            |                            |                            |                            |                            |

## أعلام
- رانديب هودا
- ماليكا شيرويت
- جايديب أهلاوات

## وصلات خارجية
- التعداد السكاني للهند
- الموقع الرسمي